# Polska na Światowych Wojskowych Igrzyskach Sportowych 2011
Polska na Światowych Wojskowych Igrzyskach Sportowych 2011 – reprezentacja Polski podczas igrzysk wojskowych liczyła 102 żołnierzy (59 zawodników i 43 zawodniczki).
Multidyscyplinarne zawody dla sportowców-żołnierzy odbyły się w brazylijskim Rio de Janeiro w okresie od 16 do 24 lipca 2011 roku. Szefem misji Wojska Polskiego na 5. Światowe Wojskowe Igrzyska Sportowe był gen. dyw. Sławomir Dygnatowski. Reprezentanci Polski wystartowali w 12 dyscyplinach medale zdobyli w 11

## Zdobyte medale
Reprezentanci Polski zdobyli ogółem 43 medale: 13 złote, 19 srebrne oraz 11 brązowe. W pięciu dyscyplinach (biegi na orientację, pięciobój morski, szermierka, triatlon i żeglarstwo) medale wywalczyli wszyscy startujący polscy zawodnicy. Medalu nie zdobyli jedynie pięcioboiści wojskowi.

### Mężczyźni
| Medal  | Zawodnik | Dyscyplina           | Konkurencja                | Rezultat   | Data     |
| ------ | --- | -------------------- | -------------------------- | ---------- | -------- |
| Złoto  | Tomasz Kowalski                                                                                                | Judo                 | kategoria do 66 kg         |            | 20 lipca |
| Złoto  | Dominik Bochenek                                                                                               | Lekkoatletyka        | bieg na 110 m przez płotki | 13,74      | 21 lipca |
| Złoto  | Jacek Śliwiński Karol Morek Mateusz Szurmiej Mateusz Kierzkowski                                               | Pięciobój morski     | drużynowo                  | 24 341 pkt | 21 lipca |
| Złoto  | Wojciech Kowalski Wojciech Dwojak Mateusz Wensław                                                              | Bieg na orientację   | sztafeta                   |            | 22 lipca |
| Złoto  | Marcin Lewandowski                                                                                             | Lekkoatletyka        | bieg na 800 m              | 1:45,77    | 22 lipca |
| Złoto  | Paweł Wojciechowski                                                                                            | Lekkoatletyka        | skok o tyczce              | 5,81       | 23 lipca |
| Złoto  | Piotr Klimczak Daniel Dąbrowski Kacper Kozłowski Marcin Marciniszyn                                            | Lekkoatletyka        | sztafeta 4 × 400 m         | 3:04,55    | 23 lipca |
| Srebro | Wojciech Kowalski                                                                                              | Bieg na orientację   | bieg długodystansowy       |            | 20 lipca |
| Srebro | Wojciech Kowalski Wojciech Dwojak Mateusz Wensław Marcin Richert                                               | Bieg na orientację   | drużynowo                  |            | 20 lipca |
| Srebro | Jacek Śliwiński                                                                                                | Pięciobój morski     | indywidualnie              |            | 21 lipca |
| Srebro | Robert Krawczyk                                                                                                | Judo                 | kategoria do 90 kg         |            | 22 lipca |
| Srebro | Łukasz Michalski                                                                                               | Lekkoatletyka        | skok o tyczce              | 5,65       | 23 lipca |
| Srebro | Grzegorz Zimniewicz Kamil Masztak Robert Kubaczyk Marcin Marciniszyn                                           | Lekkoatletyka        | sztafeta 4 × 100 m         | 39,63      | 23 lipca |
| Brąz   | Sebastian Janicki Tomasz Kowalski Mariusz Janicki Łukasz Błach Kacper Larem Janusz Wojnarowicz Robert Krawczyk | Judo                 | drużynowo                  |            | 18 lipca |
| Brąz   | Mariusz Kubaszewski                                                                                            | Lekkoatletyka        | bieg na 110 m przez płotki | 13,87      | 21 lipca |
| Brąz   | Łukasz Błach                                                                                                   | Judo                 | kategoria do 81 kg         |            | 22 lipca |
| Brąz   | Remigiusz Golis (12 m. indyw.) Marcin Horbacz (19.) Tomasz Chmielewski (22.)                                   | Pięciobój nowoczesny | drużynowo                  | 16 500 pkt | 22 lipca |
| Brąz   | Marcin Czajkowski Ireneusz Kamiński Piotr Przybylski                                                           | Żeglarstwo           | klasa HPE 25               |            | 22 lipca |
| Brąz   | Kacper Larem                                                                                                   | Judo                 | kategoria do 100 kg        |            | 23 lipca |
| Brąz   | Radosław Zawrotniak Robert Andrzejuk Krzysztof Mikołajczak                                                     | Szermierka           | szpada drużynowo           |            | 23 lipca |

### Kobiety
| Medal  | Zawodnik                                                                                     | Dyscyplina         | Konkurencja                       | Rezultat | Data     |
| ------ | -------------------------------------------------------------------------------------------- | ------------------ | --------------------------------- | -------- | -------- |
| Złoto  | Aleksandra Socha-Szelągowski                                                                 | Szermierka         | szabla indywidualnie              |          | 19 lipca |
| Złoto  | Paulina Faron Daria Lajn Marlena Wieleba Hanna Wiśniewska                                    | Bieg na orientację | drużynowo                         |          | 20 lipca |
| Złoto  | Aleksandra Socha-Szelągowski Bogna Jóźwiak Irena Więckowska                                  | Szermierka         | szabla drużynowo                  |          | 23 lipca |
| Złoto  | Daria Pogorzelec                                                                             | Judo               | kategoria do 78 kg                |          | 23 lipca |
| Złoto  | Agnieszka Jerzyk                                                                             | Triathlon          | indywidualnie                     |          | 24 lipca |
| Złoto  | Agnieszka Jerzyk Maria Cześnik                                                               | Triathlon          | drużynowo                         |          | 24 lipca |
| Srebro | Monika Sadowy-Naumienia                                                                      | Spadochroniarstwo  | celność lądowania indywidualnie   |          | 17 lipca |
| Srebro | Bogna Jóźwiak                                                                                | Szermierka         | szabla indywidualnie              |          | 19 lipca |
| Srebro | Daria Lajn                                                                                   | Bieg na orientację | bieg średniodystansowy            |          | 19 lipca |
| Srebro | Hanna Wiśniewska                                                                             | Bieg na orientację | bieg długodystansowy              |          | 20 lipca |
| Srebro | Sylwia Gruchała                                                                              | Szermierka         | floret indywidualnie              |          | 20 lipca |
| Srebro | Sławomira Szpek                                                                              | Strzelectwo        | pistolet 25 m indywidualnie       |          | 20 lipca |
| Srebro | Sławomira Szpek Karolina Bujakowska Agnieszka Korejwo                                        | Strzelectwo        | pistolet 25 m drużynowo           |          | 21 lipca |
| Srebro | Natalia Rybarczyk                                                                            | Taekwondo          | kategoria ponad 73 kg             |          | 21 lipca |
| Srebro | Sylwia Gruchała Martyna Synoradzka Małgorzata Wojtkowiak                                     | Szermierka         | floret drużynowo                  |          | 22 lipca |
| Srebro | Magdalena Kaczyńska Joanna Sowa Zofia Truchanowicz Aleksandra Tułodziecka Katarzyna Tylińska | Żeglarstwo         | klasa HPE 25                      |          | 22 lipca |
| Srebro | Marika Popowicz-Drapała Daria Korczyńska Marta Jeschke Ewelina Ptak                          | Lekkoatletyka      | sztafeta 4 × 100 m                | 44,35    | 23 lipca |
| Srebro | Ewa Trzebińska Danuta Dmowska-Andrzejuk Magdalena Piekarska                                  | Szermierka         | szpada drużynowo                  |          | 24 lipca |
| Brąz   | Aleksandra Uścińska                                                                          | Taekwondo          | kategoria do 62 kg                |          | 20 lipca |
| Brąz   | Danuta Dmowska-Andrzejuk                                                                     | Szermierka         | szpada indywidualnie              |          | 21 lipca |
| Brąz   | Sławomira Szpek                                                                              | Strzelectwo        | pistolet 25 m Military Rapid Fire |          | 23 lipca |
| Brąz   | Maria Cześnik                                                                                | Triathlon          | indywidualnie                     |          | 24 lipca |

### Miksty
| Medal  | Zawodnik        | Dyscyplina           | Konkurencja       | Rezultat | Data     |
| ------ | --------------- | -------------------- | ----------------- | -------- | -------- |
|        |                 |                      |                   |          |          |
| Srebro | Remigiusz Golis | Pięciobój nowoczesny | sztafeta mieszana | 5938 pkt | 23 lipca |

### Podział medali wg dyscyplin
| 1  | Bieg na orientację   | 6  | 2  | 4  | 0  | 1 | 2 | 0 | 1 | 2  | 0 |
| 2  | Judo                 | 6  | 2  | 1  | 3  | 1 | 1 | 3 | 1 | 0  | 0 |
| 3  | Lekkoatletyka        | 8  | 4  | 3  | 1  | 4 | 2 | 1 | 0 | 1  | 0 |
| 4  | Pięciobój morski     | 2  | 1  | 1  | 0  | 1 | 1 | 0 | 0 | 0  | 0 |
| 5  | Pięciobój nowoczesny | 2  | 0  | 1  | 1  | 0 | 0 | 1 | 0 | 0  | 0 |
| 6  | Spadochroniarstwo    | 1  | 0  | 1  | 0  | 0 | 0 | 0 | 0 | 1  | 0 |
| 7  | Strzelectwo          | 3  | 0  | 2  | 1  | 0 | 0 | 0 | 0 | 2  | 1 |
| 8  | Szermierka           | 8  | 2  | 4  | 2  | 0 | 0 | 1 | 2 | 4  | 1 |
| 9  | Taekwondo            | 2  | 0  | 1  | 1  | 0 | 0 | 0 | 0 | 1  | 1 |
| 10 | Triathlon            | 3  | 2  | 0  | 1  | 0 | 0 | 0 | 2 | 0  | 1 |
| 11 | Żeglarstwo           | 2  | 0  | 1  | 1  | 0 | 0 | 1 | 0 | 1  | 0 |
|    | Ogółem               | 43 | 13 | 19 | 11 | 7 | 6 | 7 | 6 | 12 | 4 |

Źródło

## Polscy multimedaliści na igrzyskach wojskowych 2011
W sumie 10 polskich sportowców zdobyło co najmniej dwa medale, w tym 1 złoty.
| Zawodnik/Zawodniczka         | Dyscyplina (Konkurencja) | Medale |
| Aleksandra Socha-Szelągowski | Szermierka – szabla      |        |
| Aleksandra Jerzyk            | Triathlon                |        |
| Wojciech Kowalski            | Bieg na orientację       |        |
| Wojciech Dwojak              | Bieg na orientację       |        |
| Mateusz Wensław              | Bieg na orientację       |        |
| Daria Lajn                   | Bieg na orientację       |        |
| Hanna Wiśniewska             | Bieg na orientację       |        |
| Bogna Jóźwiak                | Szermierka – szabla      |        |
| Marcin Marciniszyn           | Lekkoatletyka            |        |
| Maria Cześnik                | Triathlon                |        |

## Przebieg zawodów
W poniższym kalendarzu Światowych Wojskowych Igrzysk Sportowych 2011 zaprezentowano dni, w których rozdane zostały medale w danej dyscyplinie sportowej (żółty kolor), rozegrane zostały eliminacje (niebieski kolor), ceremonia otwarcia (zielony) i zamknięcia igrzysk wojskowych (czerwony).
| CO | Ceremonia otwarcia | ● | Eliminacje | 1 | Finał (ilość) | CZ | Ceremonia zakończenia |

| ↓ Dyscyplina / Lipiec →   | ↓ Dyscyplina / Lipiec →   | 15 Pi | 16 So | 17 Ni | 18 Po | 19 Wt   | 20 Śr | 21 Cz | 22 Pi | 23 So | 24 Ni | Ilość finałów |
| ------------------------- | ------------------------- | ----- | ----- | ----- | ----- | ------- | ----- | ----- | ----- | ----- | ----- | ------------- |
| Ceremonia                 | Ceremonia                 |       | CO    |       |       |         |       |       |       |       | CZ    |               |
| Bieg na orientację        | Bieg na orientację        |       |       |       | ●     | 2       | 4     |       | 2     |       |       | 8             |
| Boks                      | Boks                      |       |       |       | ●     | ●       | ●     | ●     | ●     | 10    |       | 10            |
| Lekkoatletyka             | Lekkoatletyka             |       |       | 2     |       | 1       | 5     | 9     | 8     | 10    |       | 35            |
| Jeździectwo               | Jeździectwo               |       |       |       |       | 1       |       | 1     | ●     | 1     | 3     | 6             |
| Judo                      | Judo                      |       |       |       | 2     |         | 4     | 3     | 3     | 4     |       | 16            |
| Koszykówka                | Koszykówka                |       |       | ●     | ●     | ●       | ●     | ●     | ●     | ●     | 1     | 1             |
| Pięciobój lotniczy        | Pięciobój lotniczy        |       |       | ●     | ●     | ●       | ●     | 2     |       |       |       | 2             |
| Pięciobój morski          | Pięciobój morski          |       |       |       | ●     | ●       | ●     | 4     |       |       |       | 4             |
| Pięciobój nowoczesny      | Pięciobój nowoczesny      |       |       |       |       |         | ●     | 2     | 2     | 1     |       | 5             |
| Pięciobój wojskowy        | Pięciobój wojskowy        |       |       | ●     | ●     | ●       | ●     | 4     |       | 2     |       | 6             |
| Piłka nożna               | Piłka nożna               | ●     | ●     | ●     | ●     | ●       | ●     | ●     | ●     | 1     | 1     | 2             |
| Pływanie                  | Pływanie                  |       |       | 9     | 10    | 9       | 8     |       |       |       |       | 36            |
| Siatkówka                 | Siatkówka                 |       |       | ●     | ●     | ●       | ●     | ●     | ●     | 4     |       | 4             |
| Spadochroniarstwo         | Spadochroniarstwo         |       | ●     | ●     | ●     | ●       | ●     | ●     | ●     | 8     |       | 8             |
| Strzelectwo               | Strzelectwo               |       |       | ●     | ●     | 4       | 4     | ●     | 4     | 4     |       | 16            |
| Szermierka                | Szermierka                |       |       |       |       | 2       | 2     | 2     | 2     | 3     | 1     | 12            |
| Taekwondo                 | Taekwondo                 |       |       |       |       |         | 4     | 4     | 4     | 4     |       | 16            |
| Triathlon                 | Triathlon                 |       |       |       |       |         |       |       |       |       | 5     | 5             |
| Żeglarstwo                | Żeglarstwo                |       |       |       | ●     | ●       | ●     | ●     | 3     |       |       | 3             |
| Suma finałów              | Suma finałów              |       |       | 11    | 12    | 19      | 31    | 31    | 28    | 52    | 11    | 195           |
| Narastająco ilość finałów | Narastająco ilość finałów |       |       | 11    | 23    | 42      | 73    | 104   | 132   | 184   | 195   | Ogółem        |
| Lipiec 2011               | Lipiec 2011               | 15 Pi | 16 So | 17 Ni | 18 Po | 19th Wt | 20 Śr | 21 Cz | 22 Pi | 23 So | 24 Ni | X             |